# To nie jest kraj dla starych ludzi (powieść)
To nie jest kraj dla starych ludzi (ang. No Country for Old Men) – powieść amerykańskiego pisarza Cormaca McCarthy’ego wydana w 2005 r. Tytuł powieści pochodzi z wiersza Sailing to Byzantium (w tłum. Czesława Miłosza Odjazd do Bizancjum) autorstwa Williama Butlera Yeatsa.  
Akcja powieści toczy się w 1980 r. na pustkowiu w pobliżu granicy amerykańsko-meksykańskiej, gdzie dochodzi do transakcji narkotykowej, która kończy się niepowodzeniem. W 2007 r. ukazała się filmowa adaptacja powieści, nagrodzona czterema Oskarami.

## Bohaterowie
- szeryf Ed Tom Bell – główny bohater, weteran II wojny światowej, nadzoruje dochodzenie w sprawie morderstwa.
- Anton Chigurh – psychopata.
- Llewelyn Moss – spawacz, weteran wojny wietnamskiej.
- Carla Jean Moss – 19-letnia żona Llewelyna.
- Carson Wells – były podpułkownik podczas wojny wietnamskiej.